# Giuseppe Manetti

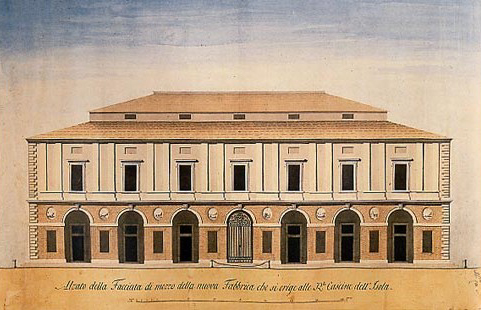
Progetto definitivo per la Palazzina Reale delle Cascine, 1787

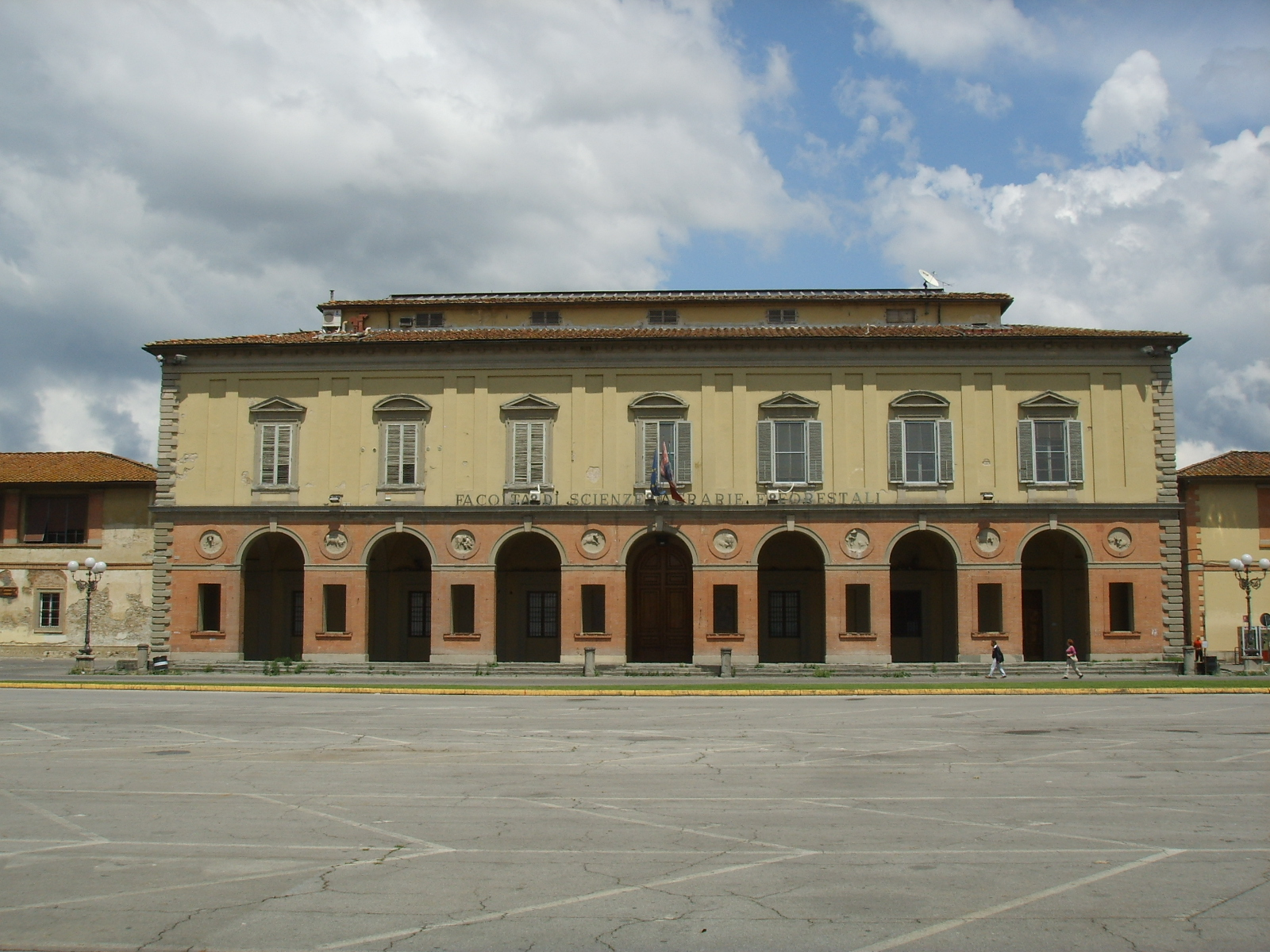
La Palazzina Reale, oggi sede della Facoltà di Agraria

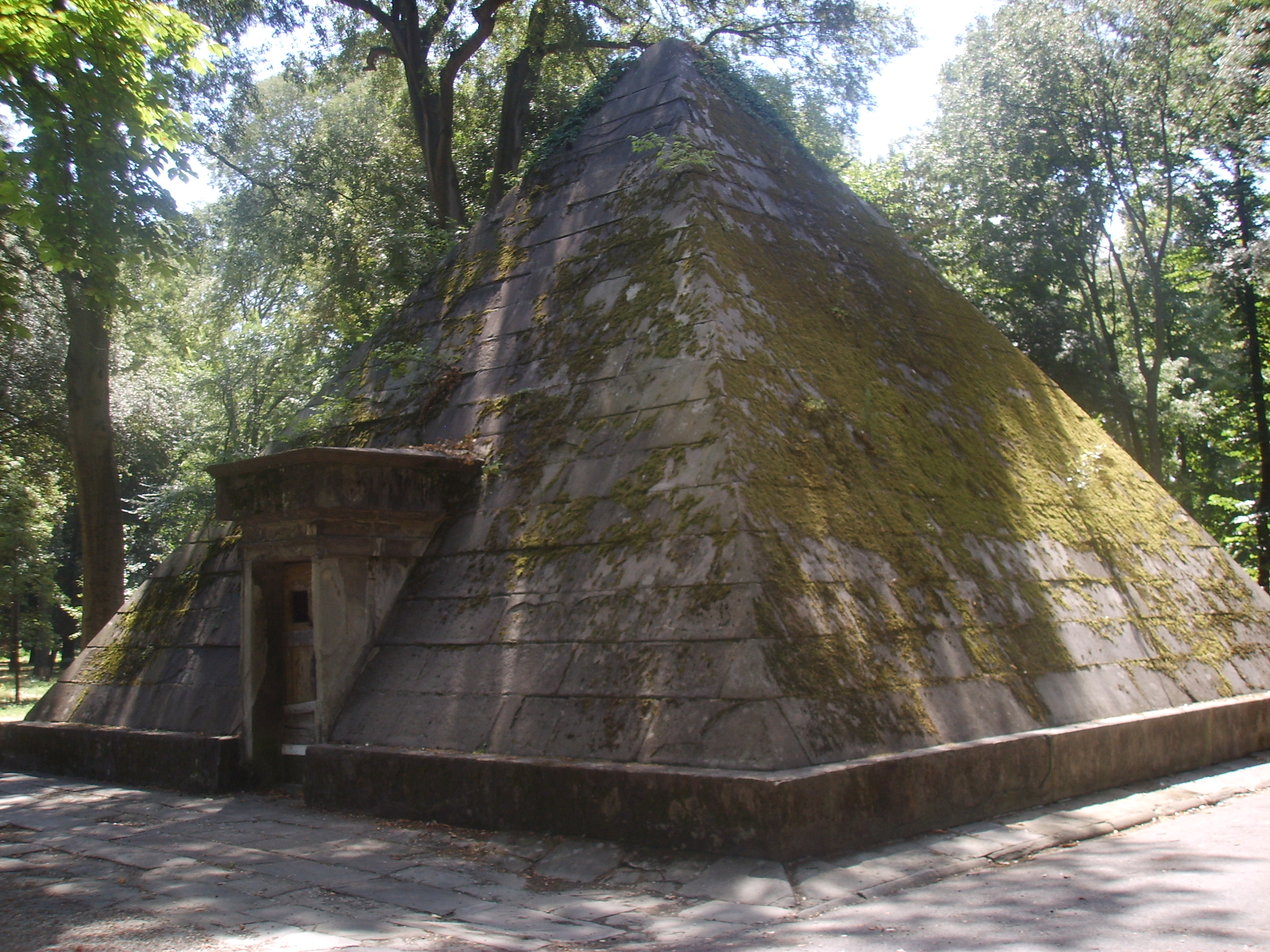
La ghiacciaia a forma di piramide nel parco delle Cascine

Giuseppe Manetti (Firenze, 16 novembre 1761 – Firenze, 28 agosto 1817) è stato un architetto e botanico italiano.

## Biografia e opere
Si formò a Firenze e poi, con una borsa di studio granducale, a Roma intorno al 1784, diventando in seguito uno tra i più importanti interpreti dell'architettura neoclassica di stampo più illuministico in Toscana, grazie alle commissioni del sovrano illuminato Pietro Leopoldo di Lorena e dei suoi successori.
Proprio Pietro Leopoldo gli affidò a venticinque anni l'incarico di realizzare la Palazzina Reale delle Cascine a Firenze (1785) subentrando al posto di Gaspare Maria Paoletti, del quale era allievo. Impostata come tenuta modello e al tempo stesso scenografica residenza del sovrano, fu uno degli edifici che diffusero la maniera neoclassica a Firenze e fu inaugurata nel 1791 durante i festeggiamenti per il nuovo sovrano Ferdinando III.
Contemporaneamente si iniziano lavori di sistemazione per fare delle Cascine anche un grande parco arricchito da arredi e architetture aperto anche al pubblico in occasione di particolari ricorrezze.
In questo periodo Manetti realizza varie architetture e arredi tra cui l'abbeveratoio del prato del Quercione, detto Fontana delle boccacce, la ghiacciaia a forma di piramide, le due Pavoniere, a forma di tempietti neoclassici e una grande colonna di ghisa ancora visibile nel parco.
Nel 1788 fu eletto professore dell'Accademia di Belle Arti.
Dal 1799 fu architetto dell'Opera di Santa Maria del Fiore e fra il 1801 e il 1810, su incarico del Marchese Tommaso Corsi, realizzò quello che si può definire come il primo esempio di giardino romantico a Firenze, il Giardino Corsi Annalena. Ristrutturò la chiesa dei Santi Francesco e Chiara e dal 1803 lavorò alla modernizzazione del giardino di Palazzo Serristori (oggi distrutto) e nel 1805 disegnò il nuovo organo di San Gaetano.
Nel 1808, durante l'Occupazione francese, venne nominato "maestro di architettura" cioè primo professore presso l'Accademia di Belle Arti, incarico che mantenne anche dopo la Restaurazione.
Nel 1811 progettò i nuovi giardini della villa di Poggio a Caiano su commissione di Elisa Baciocchi, prevedendo "viali irregolari", "gruppi di bosco", un laghetto, una ghiacciaia a cono, un tempietto di Diana. Un progetto ambientale che sembra anticipare una sensibilità "romantica". Aveva previsto anche un ponte sull'Ombrone per collegarsi con il resto della tenuta granducale posta sull'altra sponda e chiamata "Cascine". Il progetto fu realizzato solo in parte ed in tempi diversi.
Stessa sorte ebbe il progetto per i giardini di Poggio Imperiale, anch'esso del 1811.
Nel 1810 pubblicò un Trattato sugli ordini architettonici, ispirato alle teorie del suo maestro Gaspare Maria Paoletti, nel quale manifestò un certo interesse per l'architettura egiziana e orientale e per il carattere simbolico e concettuale dell'architettura che sembra trovare un richiamo con i caratteri dell'"Architettura della Rivoluzione" di Ledoux e Boullée.
Nel 1813 partecipò al concorso, che all'epoca ebbe una gran risonanza, per un'opera da erigersi sul Moncenisio per celebrare il regime napoleonico. Manetti pensò ad un "Colosso dell'aquila" di proporzioni gigantesche, un'opera simbolica, coerente con le idee del suo trattato.
Nel 1814 divenne primo Architetto dello Scrittoio delle Regie Fabbriche. In quegli anni progettò la nuova fontana in piazza Santa Croce a Firenze (1815-16) e restaurò la Sagrestia Nuova di San Lorenzo. Risale sempre al 1816 il restauro di Villa La Petraia e all'anno successivo la Dogana delle Filigare sulla via Bolognese, capolavoro di architettura di pubblica utilità realizzato con Luigi Cambray Digny.
Importanti sono anche i suoi studi di botanica su alcune specie arboree.
Fu il padre di Alessandro Manetti, altrettanto importante architetto.
| G.Manetti è l'abbreviazione standard utilizzata per le piante descritte da Giuseppe Manetti. Consulta l'elenco delle piante assegnate a questo autore dall'IPNI. |